# Convento dei Cappuccini (Pontremoli)
La chiesa-convento dei Cappuccini è un edificio sacro che si trova su un poggio che domina Pontremoli, poco distante dal Teatro della Rosa. Attualmente i frati Cappuccini non sono più presenti nella struttura dal settembre 2014, dopo la decisione di trasferimento da parte dell'allora ministro provinciale dei Cappuccini dell'Emilia-Romagna, fr. Matteo Ghisini, nonostante le proteste del vescovo diocesano mons. Giovanni Santucci e del sindaco di Pontremoli Lucia Baracchini.

## Storia e descrizione
Il convento fu edificato tra il 1641 e il 1652, circa un secolo dopo l'arrivo del primo nucleo di Cappuccini a Pontremoli, che si fa risalire al 1578. Nella chiesa, che ha la facciata moderna, si conservano due importanti dipinti seicenteschi, la Vergine col Bambino di Jacopo Ligozzi, e San Domenico e San Felice di Cantelice di Domenico Fiasella.